# 什托姆佩利夫卡
49°47′53″N 33°11′13″E / 49.79806°N 33.18694°E
什托姆佩利夫卡（烏克蘭語：Штомпелівка），是烏克蘭中部的村莊，隸屬波爾塔瓦州的盧布尼區。該村處於克里瓦魯達河畔，距離萬日納多利納、博奇基和科洛米采韋奧澤羅1公里，海拔高度146米，2001年人口913。